# 黃敏惠
黃敏惠（1959年1月20日—），中華民國政治人物，中國國民黨籍，現任嘉義市市長及中國國民黨副主席，曾任臺北市立中山女子高級中學教師、國民大會代表、立法委員及國民黨代理主席。
1996年透過參選國民大會代表進入政壇，其後三次參選嘉義市立法委員、四次市長選舉亦未嘗敗績。2022年黃敏惠第四次當選嘉義市市長，成為地方自治後首位四度在同縣市當選，亦為臺灣單一縣市史上任期最長的地方首長。

## 從政經歷
黃敏惠出身政治世家，早年為國文教師，於臺北市立中山女子高級中學任教十餘年，父親是嘉義市知名的前臺灣省議員黃永欽。
2005年代表中國國民黨參選嘉義市市長，擊敗尋求連任的民主進步黨籍市長陳麗貞，成為嘉義市升格省轄市後首位中國國民黨籍市長。
2009年12月再度代表中國國民黨參選第八屆嘉義市市長，最後成功連任。
2016年，中國國民黨在總統副總統及立法委員選舉中遭遇空前挫敗，主席朱立倫及敗選立委的副主席郝龍斌請辭，黃敏惠於1月18日代理主席一職，成為首位女性代理主席。同月26日，託時任行政院副秘書長徐中雄領表登記參選主席，最後獲得不足三分之一的得票，以第二高票敗給前立法院副院長洪秀柱。
2018年，黃敏惠再度參選嘉義市市長一職，以2,302票的些微差距勝出選舉，擊敗尋求連任的涂醒哲。
2022年，再度代表中國國民黨參與嘉義市市長選舉，由於選舉期間有候選人去世，於是中選會依法辦理重新舉辦選舉，延到12月18日舉行，最後成功連任。成為嘉義市升格為省轄市以來，首位當選四屆、兩度成功連任的市長、亦為臺灣地方自治史上單一縣市史上任期最長的地方首長。

## 選舉紀錄
| 年度 | 選舉屆數               | 選舉區               | 所屬政黨   | 得票數 | 得票率 | 當選標記 | 備註  |
| ---- | ---------------------- | -------------------- | ---------- | ------ | ------ | -------- | ----- |
| 1996 | 第三屆國民大會代表選舉 | 嘉義市選舉區         | 中國國民黨 | 25,821 | 20.51% |          | [ 7 ] |
| 1998 | 第四屆立法委員選舉     | 嘉義市立法委員選舉區 | 中國國民黨 | 40,877 | 39.20% |          |       |
| 2001 | 第五屆立法委員選舉     | 嘉義市立法委員選舉區 | 中國國民黨 | 36,730 | 30.62% |          |       |
| 2004 | 第六屆立法委員選舉     | 嘉義市立法委員選舉區 | 中國國民黨 | 47,308 | 45.84% |          |       |
| 2005 | 第七屆嘉義市市長選舉   | 嘉義市               | 中國國民黨 | 74,786 | 54.63% |          |       |
| 2009 | 第八屆嘉義市市長選舉   | 嘉義市               | 中國國民黨 | 69,962 | 52.20% |          |       |
| 2018 | 第十屆嘉義市市長選舉   | 嘉義市               | 中國國民黨 | 58,558 | 41.18% |          |       |
| 2022 | 第十一屆嘉義市市長選舉 | 嘉義市               | 中國國民黨 | 59,874 | 63.82% |          |       |

## 外部連結
- 勇媽阿惠 - 黃敏惠的Facebook專頁
- 黃敏惠市長的部落格 - udn部落格 （页面存档备份，存于）
- 黃敏惠的Plurk專頁 （页面存档备份，存于）
- 黃敏惠的X（前Twitter） （页面存档备份，存于）
- YouTube上的嘉義市長勇媽黃敏惠頻道
- YouTube上的黃敏惠頻道
- 嘉義市政府全球資訊網-首長專區

| 中華民國政府職務 | 中華民國政府職務                                             | 中華民國政府職務 |
| ---------------- | ------------------------------------------------------------ | ---------------- |
| 嘉義市政府       |                                                              |                  |
| 前任： 陳麗貞    | 嘉義市市長（首次） 第七、八屆 2005年12月20日－2014年12月25日 | 繼任： 涂醒哲    |
| 前任： 涂醒哲    | 嘉義市市長（再次） 第十屆 2018年12月25日－                   | 現任             |
| 政党职务         |                                                              |                  |
| 中國國民黨       |                                                              |                  |
| 前任： 朱立倫    | 中國國民黨主席 代理 2016年1月18日－2016年3月30日             | 繼任： 洪秀柱    |